# پانوراما (برنامه تلویزیونی)
پانوراما مجموعه مستندهایی است در رابطه با رویدادهای کنونی که از تلویزیون بی‌بی‌سی پخش می‌شود. این برنامه که ابتدا در سال ۱۹۵۳ آغاز به کار نمود، طولانی‌ترین برنامه پخش شده در رابطه با رویدادهای کنونی در دنیاست. از مجریان معروف آن می‌توان به ریچارد دیملی، رابین دی، دیوید دیملی و جرمی واین اشاره نمود. در سال ۲۰۱۳ این برنامه یکی از پربیننده ترین‌های کانال بی‌بی‌سی وان به‌شمار می‌رفت. این برنامه همچنین از شبکه‌های مختلف همچون بی‌بی‌سی ورلد نیوز، پخش جهانی دارد.